# 黒川一哉
黒川 一哉（くろかわ かずや、1952年 - ） は、日本の材料工学者。北海道大学名誉教授。元苫小牧工業高等専門学校校長。

## 人物・経歴
北海道生まれ。1976年北海道大学工学部原子工学科卒業。1978年北海道大学工学部金属工学科卒業。1983年北海道大学大学院工学研究科金属工学専攻博士課程修了、北海道大学工学部附属金属化学研究施設高温化学部門助手。1991年北海道大学工学部金属化学研究施設高温化学部門助教授、ペンシルベニア大学博士研究員。1994年北海道大学大学院工学研究科分子化学専攻助教授。2003年北海道大学エネルギー先端工学研究センター教授。2004年北海道大学エネルギー変換マテリアル研究センター教授。
2006年北海道大学エネルギー変換マテリアル研究センター長、腐食防食協会理事。2007年表面技術協会北海道支部長。2009年腐食防食協会北海道支部長。2010年北海道大学 学院工学研究院附属エネルギー・マテリアル融合領域研究センター教授。2011年表面技術協会理事。2012年日本金属学会理事。2014年苫小牧工業高等専門学校校長、高温酸化・高温腐食に関する国際会議実行委員長。2015年北海道大学名誉教授。元全国高等専門学校連合会理事。

## 受賞
- 1983年 腐食防食協会論文賞[3]
- 2006年 応用プラズマ科学会論文賞[3]
- 2010年 日本工学教育協会賞著作賞[3]
- 2011年 日本金属学会学術貢献賞[3]
- 2012年 経済産業省北海道経済産業局ものづくり地域貢献賞[3]
- 2013年 火力原子力発電技術協会論文賞[3]
- 2016年
  - 腐食防食学会貢献賞[3]
  - 腐食防食学会技術賞[3]
  - 日本電気協会澁澤賞[3]
- 2018年 腐食防食学会功績賞 [3]